# Lala (lesbiennes chinoises)
Pour les articles homonymes, voir Lala.

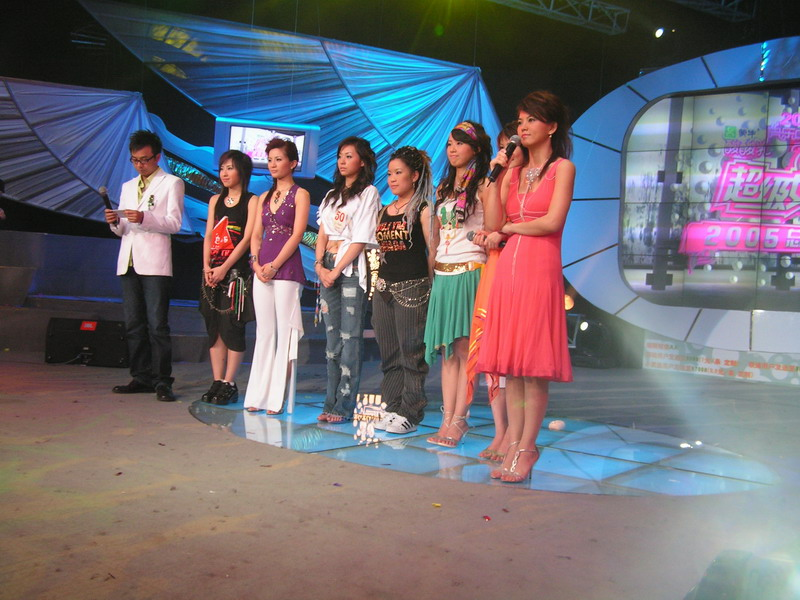
Le télécrochet Supergirl a rendu célèbres plusieurs chanteuses au style garçon que les communautés lala se sont appropriées comme des icônes lesbiennes.

Dans le monde chinois, les lala (拉拉) sont les lesbiennes et les femmes bisexuelles et queer. Résistant au mariage hétérosexuel, elles utilisent diverses stratégies pour se rencontrer, dont l'usage d'Internet, et vivent leur identité de genre de manières différentes. Les lala sont présentes dans le cinéma chinois depuis deux décennies[Depuis quand ?]. Elles font face à des discriminations et se rattachent principalement au mouvement féministe.

## Socialité
Dans une étude de cas sur Beijing en 2009, la chercheuse Elisabeth Lund Engebretsen remarque que bien que le mariage soit ancré dans le patriarcat, il reste un élément de haute importance aux yeux des lala car il leur permet dans une certaine mesure de concilier relations entre femmes et respectabilité sociale. Sur la côte Est, plus riche, les lala trouvent toutefois plus souvent des ressources pour échapper au mariage. Les générations de lala nées après les années 1990 protestent contre le mariage systématique en s'appuyant sur des idées issues du néolibéralisme étranger mais aussi de la culture chinoise. La capacité à travailler et à participer à l'économie est une des valeurs centrales avancées par les lala pour justifier leur dérogation au mariage.
Les lala désirent statistiquement moins d'élever des enfants que les femmes hétérosexuelles.
Les sites de rencontres sont utilisés par les lala, mais souvent avec un sens[pas clair] qu'ils donneraient généralement des rencontres de piètre qualité. Avec le tournant nationaliste dans la manière dont l'administration de la République populaire de Chine gère Internet, les espaces en ligne accessibles pour les lala deviennent de plus en plus hostiles, et des réseaux d'amies se forment afin de résister et de conserver une place dans le cyberespace,. Par exemple, certains blogs lala fédèrent autour d'eux une communauté communiquant par messages privés. Par rapport aux autres tongzhi (personnes LGBT), les lala organisent davantage leur socialité sous la forme de cercles d'amies et ont moins recours aux bars et autres établissement marchands pour se retrouver.
Il existe une pratique de deux rôles appelés T (tomboy) et P analogues aux identités butch et femme. Ces labels sont autant liés à la personnalité qu'aux préférences sexuelles. L'identité P (pour po, épouse) a pris au sein des communautés lala une connotation de désir inauthentique.
Pour Yiran Wang, le coming out a été reconceptualisé par les lala en tant que moyen de construire de meilleures relations avec leurs parents et leurs familles d'origine.

## Culture
Il existe des groupes de musique pop formés uniquement de T.
Le Les+ Magazine (en) est fondé en 2005. Il s'agit du premier périodique lala. Queer Lala Times (en) est publié entre 2013 et 2016.
La mannequin danoise Freja Beha Erichsen est considérée comme une icône lesbienne dans certains fandoms lala.

### Cinéma
今年夏天 (en) est considéré comme le premier film lesbien en République populaire en Chine.
La franchise Du Lala (en), avec ses romans par Li Ke depuis 2007 et ses déclinaisons audiovisuelles depuis 2010, est l'œuvre à thème lesbien la plus populaire dans le monde chinois. Cette franchise qui met en scène une employée en col blanc blanche travaillant dans le secteur de la mode occidentale présente un idéal de la vie lesbienne marqué par le néolibéralisme,.
Dans le film Blue Gate Crossing, la protagoniste est présentée comme une lesbienne qui tombe amoureuse d'un homme.

## Discriminations
Les lala font face à des difficultés particulières parce que les politiques d'aide sociale de la RPC ne sont pas adaptées à leurs familles. En effet, le modèle utilisé par le gouvernement est fixé[pas clair] sur une famille de type nucléaire avec le mari qui assure le revenu de sa femme et de ses enfants par son travail, ce qui ne correspond pas aux réalités vécues des lala.
Les lala sont moins susceptibles de souffrir de troubles psychologiques lorsqu'elles adoptent une certaine androgynie. Par ailleurs, quand elles sont dans le placard, elles sont statistiquement plus malheureuses.
Les activistes lesbiennes sont marginalisées au sein des premières structures LGBT à l'époque de l'épidémie du sida, alors tournées vers les hommes gays. Dans les années 1990 et 2000, les activistes lala tendent à adopter une stratégie d'assimilation au sein du mouvement féministe et à formuler leurs revendications en termes de droits des femmes. Dans les années 2010, certaines activistes reçoivent des soutiens et des financement d'ONG internationales, notamment depuis les États-Unis.